# Волдуж
Волдуж (устар. Доровица) — река в России, протекает по Нюксенскому району Вологодской области. Устье реки находится в 50 км от устья Большой Бобровки по правому берегу. Длина реки составляет 13 км.
Исток Волдужа находится на Галичской возвышенности в 30 км к северо-востоку от села Городищна. Течёт по ненаселённой лесной местности на северо-запад.

## Данные водного реестра
По данным государственного водного реестра России относится к Двинско-Печорскому бассейновому округу, водохозяйственный участок реки — Северная Двина от начала реки до впадения реки Вычегда, без рек Юг и Сухона (от истока до Кубенского гидроузла), речной подбассейн реки — Сухона. Речной бассейн реки — Северная Двина.
Код объекта в государственном водном реестре — 03020100312103000009364.